# Гренада на Светском првенству у атлетици на отвореном 2015.
Гренада је учествовала на Светском првенству у атлетици на отвореном 2015. одржаном у Пекингу од 22. до 30. августа петнаести пут, односно на свим првенствима до данас. Репрезентацију Гренаде представљала су три атлетичара који су се такмичило у две дисциплине.,
На овом првенству Гренада је освојила једну медаљу и то бронзану. У табели успешности према броју и пласману такмичара који су учествовали у финалним такмичењима (првих 8 такмичара) Гренада је делила 44. са освојених 7 бодова.
| Пл.  | Земља   | 1. место | 2. место | 3. место | 4. место | 5. место | 6. место | 7. место | 8. место | Бр. фин. | Бод. |
| ---- | ------- | -------- | -------- | -------- | -------- | -------- | -------- | -------- | -------- | -------- | ---- |
| =44. | Гренада | 0        | 0        | 1        | 0        | 0        | 0        | 0        | 1        | 2        | 7    |

## Учесници
Мушкарци:
- Кирани Џејмс — 400 м
- Бралон Таплин — 400 м
- Курт Феликс — Десетобој

## Освајачи медаља

### Бронза
- Кирани Џејмс — 400 м

## Резултати

### Мушкарци
| Атлетичар     | Дисциплина | Лични рекорд | Квалификације | Квалификације | Полуфинале           | Полуфинале           | Финале               | Финале      | Детаљи                                     |
| Атлетичар     | Дисциплина | Лични рекорд | Резултат      | Место         | Резултат             | Место                | Резултат             | Место       | Детаљи                                     |
| ------------- | ---------- | ------------ | ------------- | ------------- | -------------------- | -------------------- | -------------------- | ----------- | ------------------------------------------ |
| Кирани Џејмс  | 400 м      | 43,74 НР     | 44,56 КВ      | 1. у гр 4     | 44,16 КВ             | 1. у гр 1            | 43,78                |             |                                            |
| Бралон Таплин | 400 м      | 44,89        | 46,27         | 8. у гр 1     | Није се квалификовао | Није се квалификовао | Није се квалификовао | 41/ 44 (45) | Архивирано на веб-сајту (26. октобар 2015) |

#### Десетобој
| Дисциплина    | Курт Феликс Архивирано на веб-сајту (29. август 2015) | Курт Феликс Архивирано на веб-сајту (29. август 2015) | Курт Феликс Архивирано на веб-сајту (29. август 2015) | Курт Феликс Архивирано на веб-сајту (29. август 2015) | Курт Феликс Архивирано на веб-сајту (29. август 2015) | Курт Феликс Архивирано на веб-сајту (29. август 2015) |
| Дисциплина    | Лич. рек.                                             | Резултат                                              | Бод.                                                  | Плас.                                                 | Укупно                                                | Плас.                                                 |
| ------------- | ----------------------------------------------------- | ----------------------------------------------------- | ----------------------------------------------------- | ----------------------------------------------------- | ----------------------------------------------------- | ----------------------------------------------------- |
| 100 м         | 10,91                                                 | 11,02                                                 | 856                                                   | 18.                                                   |                                                       |                                                       |
| Скок удаљ     | 7,74                                                  | 7,66 ЛРС                                              | 975                                                   | 3.                                                    | 1.831                                                 | 11.                                                   |
| Бацање кугле  | 15,23                                                 | 15,02                                                 | 791                                                   | 4.                                                    | 2.622                                                 | 6.                                                    |
| Скок увис     | 2,15                                                  | 2,10 ЛРС                                              | 896                                                   | 4.                                                    | 3.518                                                 | 3.                                                    |
| 400 м         | 48,63                                                 | 49,89                                                 | 820                                                   | 20.                                                   | 4.338                                                 | 7.                                                    |
| 110 м препоне | 14,77                                                 | 14,58 ЛР                                              | 901                                                   | 12.                                                   | 5.239                                                 | 9.                                                    |
| Бацање диска  | 45,76                                                 | 45,95 ЛР                                              | 786                                                   | 12.                                                   | 6.025                                                 | 7.                                                    |
| Скок мотком   | 4,60                                                  | 4,50                                                  | 760                                                   | 21.                                                   | 6.785                                                 | 9.                                                    |
| Бацање копља  | 69,89                                                 | 63,41                                                 | 789                                                   | 6.                                                    | 7.574                                                 | 8.                                                    |
| 1.500 м       | 4:35,61                                               | 4:32,57 ЛР                                            | 728                                                   | 11.                                                   |                                                       |                                                       |
| Десетобој     | 8.062 НР                                              |                                                       |                                                       |                                                       | 8.302 НР                                              | 8 / 22 (29)                                           |